# 红翅斑腹雀
红翅斑腹雀（学名：Pytilia phoenicoptera）是梅花雀科斑腹雀属的一种，为非洲的常见物种。其全球活动范围有370,000平方千米。
分布于贝宁、布基纳法索、喀麦隆、中非共和国、乍得、刚果民主共和国、科特迪瓦、埃塞俄比亚、冈比亚、加纳、几内亚、几内亚比绍、马里、尼日尔、尼日利亚、塞内加尔、塞拉利昂、苏丹、多哥和乌干达。该物种的保护状况被评为无危。